# Glympis immaculalis
Glympis immaculalis är en fjärilsart som beskrevs av Harvey 1875. Glympis immaculalis ingår i släktet Glympis och familjen nattflyn. Inga underarter finns listade i Catalogue of Life.